# Hermann Ziegenspeck
Hermann Ziegenspeck (* 28. August 1891 in Ingolstadt; † 20. Juni 1959 in Augsburg) war ein deutscher Apotheker und Botaniker. Sein offizielles botanisches Autorenkürzel lautet „Ziegensp.“

## Leben
Nachdem Hermann Ziegenspeck das Augsburger Gymnasium bei St. Anna nach der 7. Klasse, also ohne Abitur, verlassen hatte, absolvierte er zunächst in Augsburg eine Apothekergehilfenlehre. Anschließend studierte er Naturwissenschaften an der Universität Jena. 1913 wurde er Mitglied des Corps Frisia Jena. Während des Ersten Weltkriegs, an dem er als Sanitätsoffizier teilnahm, legte er das Apotheker-Staatsexamen ab und wurde zum Dr. phil. promoviert. Nach Kriegsende übernahm er zunächst die Leitung der elterlichen Apotheke in Augsburg, studierte dann Lebensmittelchemie an der Universität Tübingen und ging nach dem Staatsexamen als Assistent an das Botanische Institut der Universität Königsberg, wo er sich 1924 habilitierte und, nachdem er das Abitur nachgeholt hatte, die Venia Legendi erhielt. Bis 1932 lehrte er als Universitätsprivatdozent Systematische und physiologische Anatomie. Von 1926 bis 1932 war er Mitherausgeber der Zeitschrift Botanisches Archiv. 1932 kehrte er nach Augsburg zurück, wo er seitdem Inhaber der Marienapotheke war und als Dozent an der Volkshochschule Botanik lehrte.
Ziegenspeck erwarb sich besondere Verdienste um die Erforschung der Flora im Umland von Augsburg, insbesondere im Bereich des Siebentischwaldes. Er war der Verfasser zahlreicher Beiträge zu wissenschaftlichen Sammelwerken und gehörte der Regensburgischen Botanischen Gesellschaft an. Für die Neue Deutsche Biographie schrieb er zahlreiche Botaniker-Biographien.

## Auszeichnungen
- Ehrenmitglied des Naturwissenschaftlichen Vereins für Schwaben
- Namensgeber für den Dr.-Ziegenspeck-Weg am Botanischen Garten Augsburg

## Schriften
- Königsberger serodiagnostischer Stammbaum des Pflanzenreiches, 2. Auflage 1929
- Lebensgeschichte der mitteleuropäischen Orchideen, 1936
- Die Verbreitungsbiologie der Samen mitteleuropäischer Orchideen, 1956
- Die Farbanlockung der Drosera Arten und von Droso phyllum, 1956
- Die lipoide Oberfläche der Samen der Juncus Arten und die lipoide Oberfläche der Vogelfedern, 1957
- Blumen, wie sie die Insekten sehen, 1957
- Wie sehen die Insekten die Blütenfarbe?, 1959